# Mars Hill (Karolina Północna)
Mars Hill – miasto w Stanach Zjednoczonych, w stanie Karolina Północna, w hrabstwie Madison.